# Club Deportivo Gerena
Club Deportivo Gerena fue un club de fútbol de la localidad sevillana de Gerena y que actualmente está desaparecido.

## Historia
En 2006 se fundó el Club Deportivo Gerena, siendo en las primeras temporadas su principal fundador, patrocinador y accionista la sociedad minera "Cobre Las Cruces S.A.", propietaria de Mina de Las Cruces. Es por ello que el equipo es conocido popularmente desde su fundación como el "equipo minero" o "los mineros". La entidad deportiva minera comenzó jugando en 2006 en las antiguas instalaciones municipales de fútbol, también conocidas como Estadio Cristóbal Gutiérrez, que tiempo antes había sido sede habitual del Gerena Club de Fútbol.
Las primeras temporadas se jugaron en el antiguo estadio Cristóbal Gutiérrez (junto a la piscina municipal) con un equipo compuesto en gran parte por antiguos jugadores del Gerena C. F. a los que se sumaron poco a poco nuevas incorporaciones. En diciembre de 2011 se inauguró el nuevo estadio junto al recinto ferial, que en un principio llevó el nombre también de Cristóbal Gutiérrez pero desde 2015 fue cambiado por el de José Juan Romero. El antiguo estadio de fútbol junto a la piscina municipal fue modificado con la incorporación de una pista de atletismo y recuperó nuevamente su nombre como "Instalaciones Deportivas Municipales Cristóbal Gutiérrez" en 2015 y es utilizado por el ayuntamiento de Gerena para distintas actividades deportivas, especialmente las relacionadas con el atletismo y el tenis.
Durante 4 temporadas el C. D. Gerena se mantuvo en segunda y primera provincial de Sevilla, jugando aquellas temporadas interesantes partidos de "rivalidad" que quedaron para el recuerdo de la afición contra equipos como C. D. Aznalcóllar y U. D. Santiponce entre otros. El ascenso a regional preferente marcó un hito importante en su historia, cuando se empezó a remodelar toda la estructura de los escalafones inferiores del club, en esos momentos más dependientes del ayuntamiento y que pasaron a estar más controlados por el organigrama del club.
Se produce la incorporación como entrenador de José Juan Romero, que comienza a aplicar en el C. D. Gerena lo que había aprendido en su etapa de jugador en otros clubes. Durante las siguientes cinco temporadas se escribe la "página dorada" del equipo minero, con la incorporación de muchos jugadores de distintos puntos de la provincia aportando al equipo calidad en el juego, esto se tradujo en un conjunto de éxitos deportivos que lo llevan a la Tercera División a final de la temporada 2012-13 y que incluso llegó a disputar el ascenso a Segunda B en la 2014-15 contra el Club de Futbol Pobla de Mafumet.
En 2016 se marcha José Juan Romero como técnico a los escalafones inferiores del Real Betis, siendo desde entonces dirigido por distintos técnicos que han consolidado al equipo como un habitual de la categoría en Tercera División. No han faltado jugadores provenientes de otros puntos de Andalucía que han ido dejando su identidad en el club minero, e incluso que han alcanzado la profesionalidad en primera o segunda división. En 2022 se procedió a cambiar el escudo del equipo, que incorporó una nueva imagen de los principales hitos de la localidad (el monte y la fortaleza) y sustituye al tradicional picapedrero por un minero.
En 2023 el C.D. Gerena desaparece completamente como tal y se convierte en Internacional de Dos Hermanas, un nuevo club que se queda con la plaza en tercera tras negociaciones de los propietarios, filial del Atlético Dos Hermanas, cerrando así la página dorada del balompié gerenense con 8 temporadas en tercera división.
Con la desaparición del C.D. Gerena, surge el C.D. Unión Gerena, en adelante "los unionistas" que adoptan la equipación, el estadio y el escudo del antiguo C.D. Gerena. Puede decirse que la nueva sociedad deportiva gerenense es una continuación "de facto" pero no "de iure", al menos en la localidad de Gerena, del antiguo desaparecido C.D. Gerena, pero sin ser lo mismo, aunque se le puede calificar deportivamente como una sociedad descendiente de la anterior, en un caso similar a la antigua UD Salamanca. Por tanto a la hora de computos deportivos e historia el C.D. Unión Gerena nace en 2023 de la recomposición de los antiguos escalafones inferiores de la escuela de Futbol Base de Gerena, aficionados y exfutbolistas partiendo desde cero en las divisiones inferiores de fútbol de la Provincia de Sevilla.

## Estadio
El Estadio donde juega el Club Deportivo Gerena se llama desde 2015 José Juan Romero en honor al carismático técnico local que consiguió los ascensos y que llevó al Gerena desde la primera provincial sevillana hasta la tercera división. Tiene un aforo máximo de 3000 espectadores. Fue inaugurado por la antigua alcaldesa Dña.. Margarita Gutiérrez en diciembre de 2011.

## Equipación
La equipación titular en 2006 era naranja oscuro y desde 2007 fue rojinegra con franjas negras horizontales, aunque hay temporadas que se han cambiado las franjas colocándolas en vertical. El pantalón y las medias negros, y también algunas temporadas han tenido franjas o han sido de color rojo.

## Temporadas
| Temporada | Nivel | División              | Puesto |
| --------- | ----- | --------------------- | ------ |
| 2006-07   | 8     | 2.ª Prov.             | 3.°    |
| 2007-08   | 8     | 2.ª Prov.             | 1.°    |
| 2008-09   | 7     | 1.ª Prov.             | 6.°    |
| 2009-10   | 7     | 1.ª Prov.             | 2.°    |
| 2010-11   | 6     | Reg. Pref.            | 1.°    |
| 2011-12   | 5     | 1.ª And.              | 5.°    |
| 2012-13   | 5     | 1.ª And.              | 1.°    |
| 2013-14   | 4     | 3.ª                   | 6.°    |
| 2014-15   | 4     | 3.ª                   | 3.°    |
| 2015-16   | 4     | 3.ª                   | 5.°    |
| 2016-17   | 4     | 3.ª                   | 11.°   |
| 2017-18   | 4     | 3.ª                   | 7.°    |
| 2018-19   | 4     | 3.ª                   | 14.°   |
| 2019-20   | 4     | 3.ª                   | 14.°   |
| 2020-21   | 4     | 3.ª                   | 12.º   |
| 2021-22   | 5     | Tercera División RFEF | 5.º    |
| 2022-23   | 5     | Tercera Federación    | 3.º    |
| 2023-24   | 5     | Tercera Federación    | 7.º    |

## Jugadores
Por el equipo minero han pasado multitud de jugadores, habiendo muchos de ellos militado sobre todo en tercera división y primera regional andaluza. En la temporada 2018-19 jugó en el equipo minero el exinternacional por Camerún Achille Emana.
- Achille Emana
- Rafael Navarro Mazuecos
- Álvaro Valles

## Entrenadores
- José Juan Romero Gil: 2011-2016
- Alejandro Álvarez: Temporada 2020-21, siendo cesado en el cargo.
- Juan Ramón Martín: Temporada 2020-21, llega en sustitución de Alejandro Álvarez.[4]
- Jesús Galván Carrillo: Temporada 2021-22, siendo cesado en el cargo.[5]